# Павел Стшелецький
Павел Едмунд Стшелецький (пол. Paweł Edmund Strzelecki; 24 червня 1797, с. Глушин (зараз частина міста Познань) — 6 жовтня 1873, Лондон) — польський вчений, мандрівник, геолог.

## Життєпис
Протягом 12 років мандрував, побувавши майже на всіх континентах. Досліджував Північну Америку, Нову Зеландію, острови Тихого океану, Австралію, Тасманію.
Відвідав Японію, Китай, Індію, Малайський архіпелаг, Філіппіни, Індонезію і Єгипет. По Австралії і Тасманії пройшов понад 14 тис. км. У Австралії Стшелецький перебував у 1839—1844 рр. Докладно вивчив Новий Південний Уельс. Виконав дослідження його мінеральних ресурсів, відкрив поклади золота та срібла.
Відкрив Австралійські Альпи, найвищу вершину назвав іменем Тадеуша Костюшко. Відкрив найбагатшу область континенту і на честь губернатора назвав її Гіпсленд.
Назвав місто і район в Австралії «Чарногора», що перетворене до сьогодні англійцями в «Тарнголла».
Після повернення до Європи описав свої подорожі по Австралії та Тасманії у праці «Physical Description of New South Wales and Van Diemen's Land», яку видав у Лондоні в 1845 р. Польською мовою ця книга вперше видана у 1958 р.
За видатні досягнення в Австралії і за відкриття покладів золота, королева Великої Британії відзначила Стшелецького високою державною нагородою.